# Aperileptus albipalpus
Aperileptus albipalpus là một loài tò vò trong họ Ichneumonidae.